# 甲硝唑
甲硝唑（INN：metronidazole，MNZ）又稱甲硝噠唑、咪唑尼達，以商品名 Flagyl、Metrogyl 等著稱，是一種抗生素和抗原蟲藥。可單獨使用或與其他抗生素聯合使用，作為治療骨盆腔炎、心內膜炎與細菌性陰道炎的藥物，在對抗麥地那龍線蟲病、梨形鞭毛蟲病、滴蟲病和阿米巴病上具有療效。若無法取得萬古黴素或非達黴素時，甲硝唑是治療輕度至中度艱難梭菌結腸炎首次發作的選擇之一。
甲硝唑的給藥方式有口服、局部外用乳膏或凝膠、直腸給藥，以及緩慢靜脈輸注（靜脈注射）。
使用後常見的副作用有噁心、口中有金屬味、食慾不振和頭痛。偶爾可能發生癲癇發作或是對藥物過敏。一些說法認為甲硝唑不應在個體的懷孕早期使用（避免傷害胎兒）。甲硝唑通常被認為在進行母乳哺育的個體可使用，對於嬰兒無安全上的顧慮。
甲硝唑於1960年開始在法國用於醫療用途。它已列入世界衛生組織基本藥物清單中。目前在全球大多數地區都均可取得。它是美國於2022年排名第133位最常開立的藥物，累積處方箋數量超過400萬張。

## 醫療用途

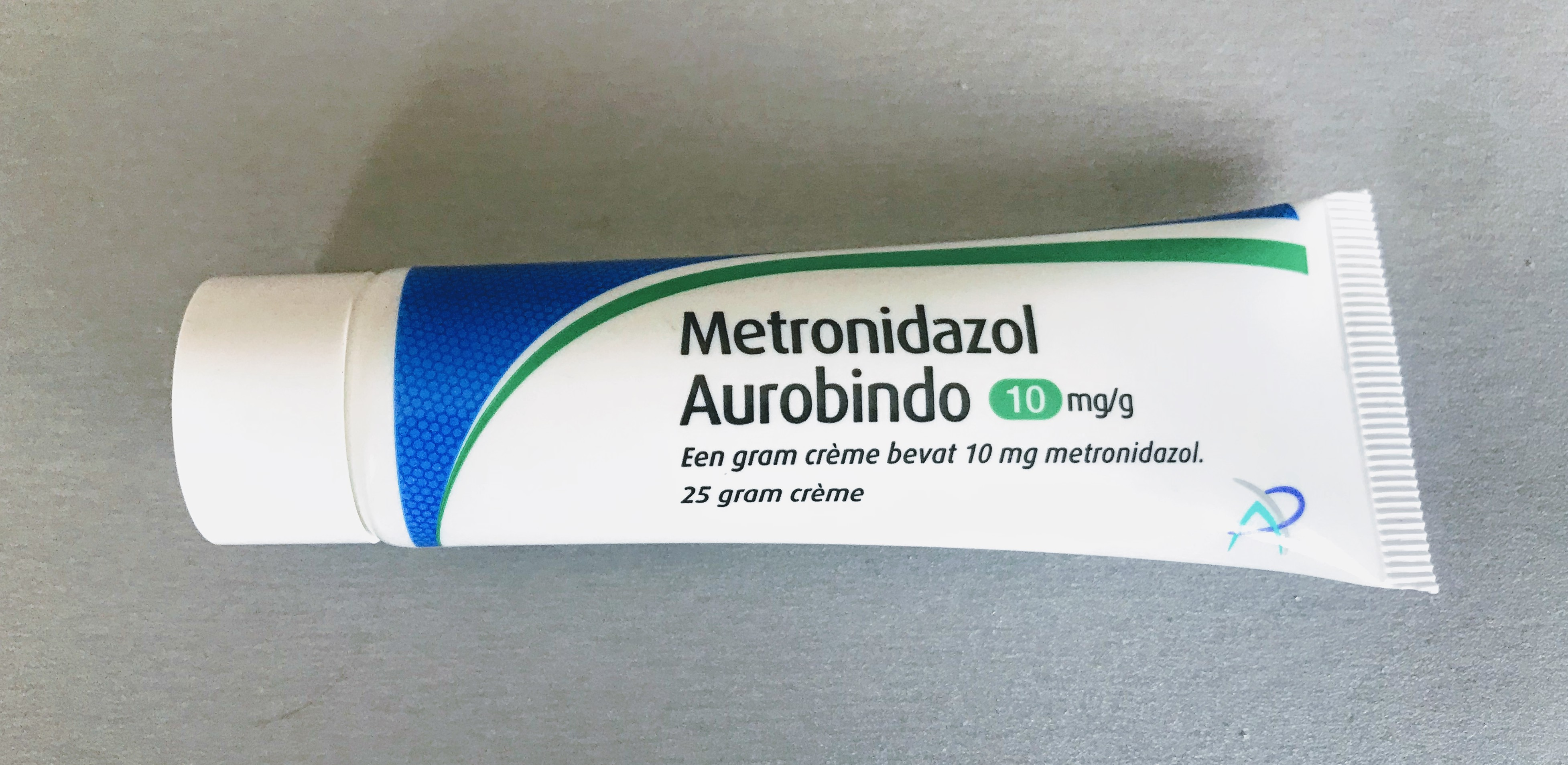
一條管裝甲硝唑乳膏製劑。

甲硝唑對某些原蟲和大多數厭氧菌（包括革蘭氏陰性菌和革蘭氏陽性菌）具有活性，但對好氧菌無效。
甲硝唑主要用於治療：細菌性陰道炎 、骨盆腔發炎（與頭孢曲松等其他抗菌劑併用）、艱難梭菌結腸炎 (如偽膜性腸炎）、吸入性肺炎、玫瑰斑（酒糟鼻，局部外用藥）、潰瘍性傷口 (局部外用藥）、腹腔感染、肺膿腫、牙周病、阿米巴病、口腔感染 、梨形鞭毛蟲病 、滴蟲病，以及由易感厭氧菌（例如擬桿菌屬、梭桿菌屬、梭菌屬、消化鏈球菌屬和普雷沃菌屬等）引起的感染。它也常與其他藥物一起用於根除幽門螺旋桿菌 ，並用於預防手術後感染。
甲硝唑帶有苦味，為掩蓋苦味，在液體懸浮劑中所含的是甲硝唑的前體藥物 - 苯甲酸甲硝唑，需在使用者胃腸道中進行水解後才具活性，有資料顯示它不適用於腹瀉，或是在十二指腸或空腸置有餵食管的人。

### 細菌性陰道炎
治療細菌性陰道炎的首選藥物有甲硝唑和克林黴素。
對於混合感染性陰道炎，使用克霉唑和甲硝唑的組合會更具療效。

### 滴蟲病
硝基咪唑的同分異構體5-硝基咪唑類藥物（甲硝唑和替硝唑）是治療陰道滴蟲感染的主要藥物。建議感染者及其性伴侶一起接受治療，縱然在沒症狀的情況下也該進行。雖然也有其他非5-硝基咪唑類藥物的治療選擇，但治癒率會低很多。

### 梨形鞭毛蟲病
口服甲硝唑是治療梨形鞭毛蟲病的一種選擇，但由於硝基咪唑類藥物耐藥性的發生率不斷增加，導致使用其他化合物類別藥物的情況也隨之增加。

### 麥地那龍線蟲病
對於麥地那龍線蟲感染的情況，甲硝唑的作用不是直接殺死在體內的寄生蟲，而是讓取出活蟲的過程變得更容易、更不痛苦，並減少併發症。

### 艱難梭菌結腸炎
對於輕度至中度艱難梭菌感染性結腸炎（偽膜性結腸炎），初始抗生素治療包括口服甲硝唑 、萬古黴素或非達黴素。美國傳染病學會 (Infectious Diseases Society of America) 於2017年普遍推薦萬古黴素和非達黴素優於甲硝唑。口服萬古黴素已被證明在治療重度艱難梭菌結腸炎感染方面更為有效。

### 痢疾阿米巴
對痢疾阿米巴引起的侵襲性阿米巴病，會使用甲硝唑進行根除治療，並與二氯尼特併用以預防復發。這通常是種標準治療，但也伴有一些副作用。

### 早產
甲硝唑也曾被用於預防女性因細菌性陰道炎（以及其他風險因素，包括宮頸陰道胎兒纖維連接蛋白 (fFN) 的存在）相關的早產。然而，甲硝唑對於預防高風險孕婦（根據病史和fFN陽性檢測結果篩選）的早產並無效果。反過來，研究發現使用甲硝唑治療的女性，其早產發生率反而會更高。

### 缺氧放射增敏劑
甲硝唑除具有抗生素特性外，人們也曾嘗試利用其可能具有的放射增敏劑作用，將其應用於腫瘤缺氧的放射療法中。然而，所需劑量下出現的神經毒性副作用阻礙廣泛利用甲硝唑作為放射療法輔助劑使用。不過，其他源自甲硝唑的硝基咪唑類藥物，例如尼莫拉唑的電子親和力較低，顯示出較輕微的神經元副作用，並已在某些國家被用於頭頸部腫瘤的放射腫瘤學治療。

### 口周皮膚炎
醫學期刊《加拿大家庭醫師》推薦外用甲硝唑作為口周皮膚炎的三線治療，可與口服四環黴素或口服紅黴素（分別作為一線和二線治療）同時使用,或是單獨使用。

## 不良反應
全身性甲硝唑治療常見的不良藥物反應（≥1%的用藥者）有：噁心、腹瀉、體重減輕、腹痛、嘔吐、頭痛、頭暈以及口中有金屬味。靜脈注射通常與血栓性靜脈炎有關。不常見的不良反應有：過敏反應（皮疹、瘙癢、潮紅、發燒）、頭痛、頭暈、嘔吐、舌炎、口腔炎、尿液顏色變深和感覺異常。高劑量和長期全身性甲硝唑治療與白血球減少症、嗜中性白血球低下、周邊神經病變風險增加以及中樞神經系統毒性的發生有關。外用甲硝唑治療常見的不良藥物反應有局部紅腫、乾燥和皮膚不適，以及眼睛流淚（若塗抹於眼睛附近） 。在動物研究中，甲硝唑已被證實與致癌活性有關。在極少數情況下，它還可能導致暫時性聽力減退，停藥後可恢復。
於大鼠研究的一些證據顯示甲硝唑可能促成血清素症候群，迄今尚未有相關病例報告。

### 誘變性與致癌性
美國國家毒物計畫於2016年將甲硝唑列為合理預期的人類致癌物質。雖然部分檢測方法受到質疑，但口服暴露已顯示會導致實驗動物罹患癌症，並在細菌培養中也表現出一些誘變作用。甲硝唑暴露與人類癌症之間的關係尚不明確。一項研究顯示女性罹患肺癌的機率過高（即使將吸菸因素加以調整），而其他研究則發現風險並未增加，或在統計上無顯著差異。根據世界衛生組織 (WHO) 所屬的國際癌症研究機構 (IARC) 的分類，甲硝唑被列為可能的致癌物。一項針對克隆氏症患者的研究也發現接受甲硝唑治療的患者，其循環淋巴細胞中存在染色體異常。

### 史蒂芬斯－強森症候群
單獨使用甲硝唑很少會引起史蒂芬斯－強森症候群，但據報導，當與甲苯咪唑聯合使用時，發生率很高。

### 神經毒性
多項人體和動物模型研究都記錄有甲硝唑的神經毒性。造成這種毒性的可能機制是甲硝唑可能干擾突觸後中樞單胺類神經傳遞和免疫調節。此外，其他研究表明一氧化氮異構體和促炎細胞因子可能也扮演著一定角色。

## 藥物交互作用

### 酒精
病例報告懷疑個體於服用甲硝唑期間飲酒可能引起類似雙硫侖酒精反應的反應，其影響包括有噁心、嘔吐、皮膚潮紅、心跳過速和呼吸急促。通常建議人們在全身性甲硝唑治療期間，以及治療結束後至少48小時內不要飲酒。

### 其他藥物交互作用
甲硝唑是細胞色素P450家族中CYP2C9酶的中度抑制劑。因此，甲硝唑可能會與經由這種酶代謝的藥物產生交互作用。此類藥物包含有洛米他派和華法林等。

## 藥理學

圖解：甲硝唑融入厭氧呼吸的過程。

### 作用機
甲硝唑屬於硝基咪唑類藥物。它是一種前體藥物，透過形成亞硝基自由基來抑制核酸合成，而能破壞微生物細胞的DNA。甲硝唑的活化過程是：它從厭氧生物體中丙酮酸合酶（PFOR)（相當於好氧生物體中的丙酮酸脫氫酶）產生的還原型鐵氧還蛋白中接收一個電子，而轉變成一個高反應性的自由基陰離子。當這個自由基將電子傳遞給其目標後，它會再循環回甲硝唑的非活化形式，準備再次被活化。

### 藥物動力學

羥基甲硝唑是甲硝唑的主要代謝物。

口服甲硝唑約有80%的生物利用度，經腸道吸收後，血漿藥物濃度在1到2小時達到高峰。食物可能會減緩人體對其吸收，但不會降低吸收量。循環中的物質約有20%與血漿蛋白結合。它能很好地滲透到組織、腦脊髓液、羊水和母乳中，以及膿腫腔內。
約60%的甲硝唑經由氧化代謝為主要代謝物羥基甲硝唑和一種羧酸衍生物，並通過葡萄糖醛酸化進行代謝。這些代謝物在體外顯示出抗生素和抗原蟲活性。甲硝唑及其代謝物主要經由腎臟排泄 (77%)，較少部分經由糞便排泄 (14%) 。

### 耐藥性
在寄生蟲方面，已發現陰道毛滴蟲和梨形鞭毛蟲存在耐藥性，但痢疾阿米巴則沒有，並觀察到兩種主要機制。第一種機制涉及氧清除能力受損，而會增加局部氧濃度，導致甲硝唑活化減少和再循環增加。第二種機制與丙酮酸合酶和鐵氧還蛋白水準降低有關，後者是由於鐵氧還蛋白基因的轉錄減少所致。具有第二種機制的菌株仍會對較高劑量的甲硝唑產生反應。
在細菌方面，擬桿菌屬對包括甲硝唑在內的硝基咪唑類藥物，已有耐藥性的記載。在耐藥菌株中，5-硝基咪唑還原酶被確認為罪魁禍首，它會主動將甲硝唑還原為非活性形式。目前已鑑定出十一種類型，分別由nimA至nimK編碼。該基因編碼於染色體或附加體中。

## 歷史
這種藥物最初於1950年代由法國化學及製藥產業Rhône-Poulenc開發 ，並授權給G.D. Searle公司。Searle公司於2003年被輝瑞製藥收購。原始專利於1982年到期，但此後藥廠利用常青樹策略 - 將配方修改而得以延長專利期限。

## 品牌名稱
在印度，它以Metrogyl和Flagyl的品牌名稱銷售。在孟加拉國，則以Amodis、Amotrex、Dirozyl、Filmet、Flagyl、Flamyd、Metra、Metrodol、Metryl等品牌名稱銷售。在巴基斯坦，它以Flagyl和Metrozine的品牌名稱銷售。在美國，它則以Noritate的品牌名稱銷售。

## 合成
2-甲基咪唑 (1) 可透過Debus-Radziszewski咪唑合成法，或由乙二胺和醋酸 反應，隨後用石灰處理，再使用雷尼鎳製備。2-甲基咪唑經硝化反應得到2-甲基-4(5)-硝基咪唑 (2)，然後再與環氧乙烷或2-氯乙醇進行烷基化反應，即可得到甲硝唑 (metronidazole) (3)：

## 研究
甲硝唑因其抗炎和免疫調節特性而受到研究。研究顯示，甲硝唑可以減少活化的免疫細胞（例如巨噬細胞和嗜中性球）產生活性氧物種 (ROS) 和一氧化氮。甲硝唑的免疫調節特性被認為與其抑制核因子-kappa B (NF-κB) 活化的能力有關，NF-κB是一種調節促炎細胞因子（包括趨化因子和細胞黏附分子）表達的轉錄因子。細胞因子是由免疫細胞分泌的小分子蛋白質，在免疫反應中扮演有關鍵角色。甲硝唑已在多種免疫疾病中進行過研究，包括發炎性腸道疾病 、牙周病和酒糟鼻。在這些情況下，甲硝唑被懷疑具有抗炎和免疫調節作用，而對這些疾病的治療有益。
甲硝唑也被研究作為牙周病治療中潛在的抗炎劑。

## 獸醫用途 =
甲硝唑用於治療犬、貓及其他伴侶動物的梨形鞭毛蟲感染，但它無法可靠地清除這種生物的感染，因此在犬貓中，芬苯達唑正在取代此方面的用途。它也用於犬貓的慢性發炎性腸道疾病、胃腸道感染、牙周病和全身性感染的治療。另一個常見的用途是治療馬的全身性及/或胃腸道梭菌綱感染。甲硝唑在水族嗜好者中用於治療觀賞魚，並作為爬行動物和兩棲動物細菌及原蟲感染的廣效治療藥物。
總體而言，獸醫界可能會將甲硝唑用於任何潛在易感的厭氧菌感染。美國食品藥物管理局 (FDA) 建議僅在必要時才使用它，因為它已被證明對小鼠和大鼠具有致癌性，並預防可能會產生耐藥性。
甲硝唑的適當劑量會因動物種類、治療的病症和產品的具體配方而異。

## 外部連結
- . Merck manuals.